# Karl-Heinz Weiß
Karl-Heinz Weiß (* 8. Dezember 1920 in Magdeburg; † 28. November 2007 in Berlin) war ein deutscher Schauspieler.

## Leben
Am Friedrich-Theater in Dessau wurde Karl-Heinz Weiß zum Schauspieler ausgebildet; sein Bühnendebüt hatte er 1943 in Magdeburg. 1953 wurde er an das Berliner Ensemble verpflichtet und ging danach an die Volksbühne Berlin. Von 1967 an spielte er am Deutschen Theater Berlin, bis er 1990 seine Bühnenlaufbahn beendete.
Sehr häufig wurde er in Filmen der DEFA und des Fernsehens besetzt, vor allem in kleineren Rollen.

## Filmografie
- 1955: Ernst Thälmann – Führer seiner Klasse
- 1956: Besondere Kennzeichen: keine
- 1956: Thomas Müntzer – Ein Film deutscher Geschichte
- 1956: Eine Berliner Romanze
- 1957: Schlösser und Katen
- 1957: Lissy
- 1957: Zwei Mütter
- 1957: Spielbank-Affäre
- 1957: Gejagt bis zum Morgen
- 1957: Polonia-Express
- 1957: Das Stacheltier – Fridericus Rex – Elfter Teil
- 1958: Geschwader Fledermaus
- 1958: Der Prozeß wird vertagt
- 1958: Klotz am Bein
- 1960: Fernsehpitaval: Der Fall Haarmann (Fernsehreihe)
- 1960: Was wäre, wenn …?
- 1960: Leute mit Flügeln
- 1960: Flucht aus der Hölle (Fernsehfilm, 4 Teile)
- 1960: Fernsehpitaval: Der Fall Dibelius – Schnoor
- 1961: Septemberliebe
- 1961: Gewissen in Aufruhr (Fernsehfilm, 5 Teile)
- 1962: Fernsehpitaval: Auf der Flucht erschossen
- 1962: Mord ohne Sühne
- 1962: Die schwarze Galeere
- 1963: Bonner Pitaval: Die Affäre Heyde-Sawade (Fernsehreihe)
- 1963: Tote reden nicht (Fernseh-Zweiteiler)
- 1964: Pension Boulanka
- 1965: Wolf unter Wölfen (Fernsehfilm, 4 Teile)
- 1966: Spur der Steine
- 1966: Der Staatsanwalt hat das Wort: Bummel-Benno (Fernsehreihe)
- 1967: Die gefrorenen Blitze
- 1968: Der Staatsanwalt hat das Wort: Automarder
- 1968: Der Staatsanwalt hat das Wort: Strafsache Anker
- 1968: Mord am Montag
- 1969: Der Staatsanwalt hat das Wort: Die Geschichte der Rosemarie E.
- 1969: Zeit zu leben
- 1970: He, Du!
- 1970: Im Spannungsfeld
- 1970: Jeder stirbt für sich allein (Fernsehfilm, 3 Teile)
- 1971: Rottenknechte (Fernsehfilm, 5 Teile)
- 1971: Goya
- 1972: Polizeiruf 110: Das Haus an der Bahn (Fernsehreihe)
- 1972: Polizeiruf 110: Blütenstaub
- 1973: Das zweite Leben des Friedrich Wilhelm Georg Platow
- 1974: Die Frauen der Wardins (Fernseh-Dreiteiler)
- 1975: Kriminalfälle ohne Beispiel: Mord im Märkischen Viertel (Fernsehreihe)
- 1975: Juno und der Pfau (Theateraufzeichnung)
- 1976: Polizeiruf 110: Vorurteil?
- 1976: Mann gegen Mann
- 1976: Leben und Tod König Richard III. (Theateraufzeichnung)
- 1977: Zweite Liebe – ehrenamtlich
- 1978: Anton der Zauberer
- 1981: Darf ich Petruschka zu dir sagen?

## Theater
- 1972: Friedrich Schiller: Kabale und Liebe – Regie: Klaus Erforth/Alexander Stillmark (Deutsches Theater Berlin – Kammerspiele)
- 1972: William Shakespeare: Richard III. – Regie: Manfred Wekwerth (Deutsches Theater Berlin)

## Hörspiele
- 1964: Klaus Schlesinger: Es fing so einfach an – Regie: Fritz Göhler (Kinderhörspiel – Rundfunk der DDR)
- 1967: Boris Lawinjow: Begegnung 1919 – Regie: Fritz Göhler (Kinderhörspiel – Rundfunk der DDR)
- 1967: Georg Kubiak: Der Schrankenwärter – Regie: Helmut Hellstorff (Hörspiel – Rundfunk der DDR)
- 1977: Rainer Koch: Abedi Kundya – Wege und Entscheidungen eines afrikanischen Arztes (Patient) – Regie: Manfred Täubert (Kinderhörspiel, Teil 2 – Rundfunk der DDR)
- 1981: Margarete Wein: Victoria und der Drachen – Regie: Manfred Täubert (Kinderhörspiel – Rundfunk der DDR)
- 1981: Alexander Kuprin: Olessja – Regie: Norbert Speer (Kinderhörspiel – Rundfunk der DDR)
- 1984: Ran Bossilek/Maria Georgiewa: Goltscho-Habenichts (Holzfäller) – Regie: Helmut Hellstorff (Kinderhörspiel – Rundfunk der DDR)
- 1985: Anna Seghers: Die Reisebegegnung (Kellner) – Regie: Fritz Göhler (Kurzhörspiel – Rundfunk der DDR)